# Martin Salomonski

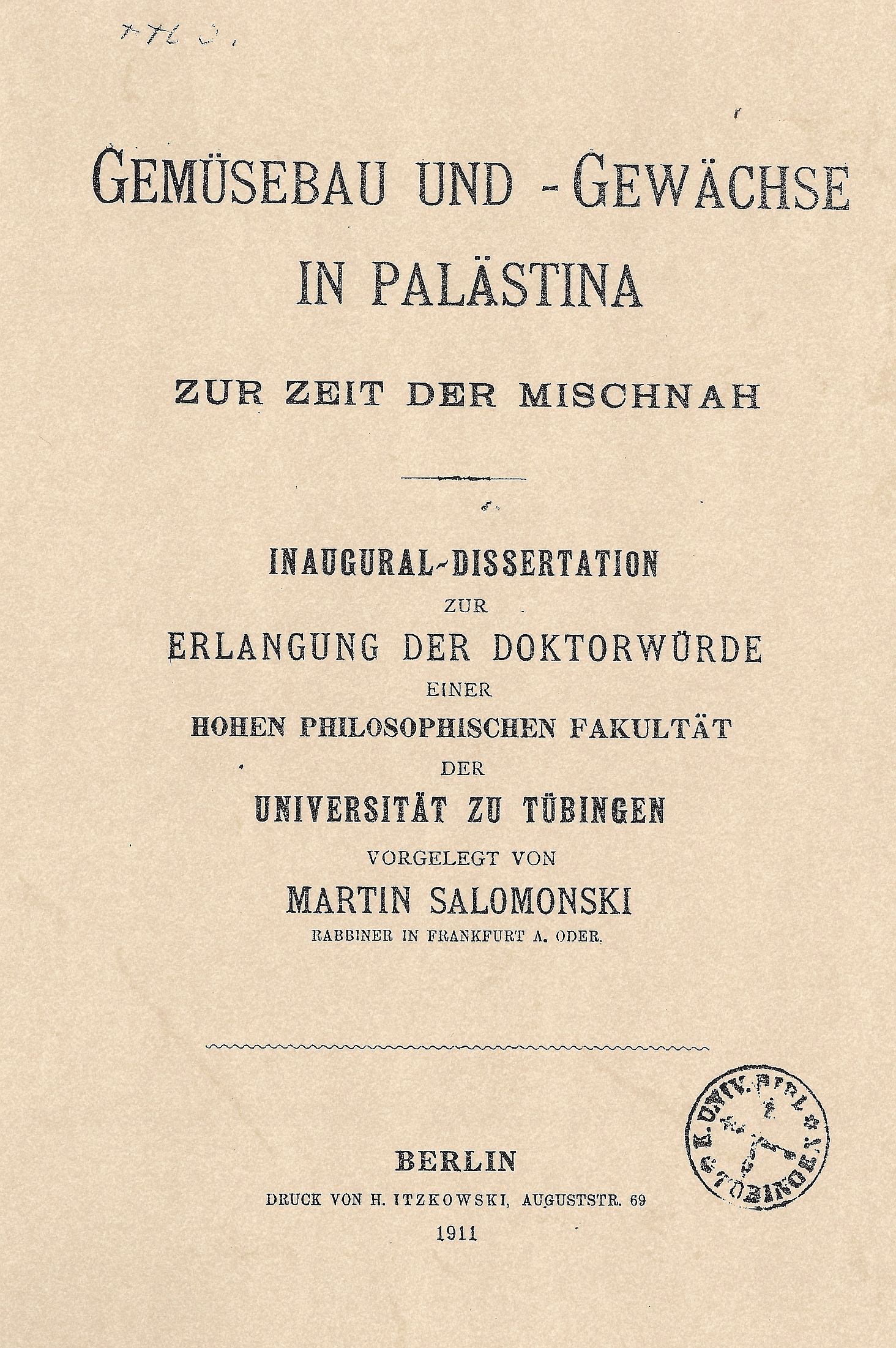
Salomonskis Doktorarbeit (Titelblatt)

Martin (Meir) Salomonski (* 24. Juni 1881 in Berlin; † nach dem 16. Oktober 1944 im KZ Auschwitz) war ein deutscher Rabbiner und Schriftsteller. Er zählt neben Leo Baeck und Felix Singermann zu den letzten Rabbinern in Berlin zur Zeit des Nationalsozialismus.

## Leben

### Kindheit und Jugend
Martin Meir Salomonski wurde am 24. Juni 1881 als zweiter Sohn des Kaufmanns Adolf Abraham Salomonski (* 20. Februar 1850 in Pinne; † 23. Juni 1915 in Berlin) und dessen Ehefrau Bertha, geb. Koppenheim (* 5. Dezember 1857 in Grätz; † 28. Oktober 1938 in Berlin), in Berlin geboren. Das elterliche Wohn- und Geschäftshaus befand sich in der Alexanderstraße 1, in exponierter Lage zum Alexanderplatz. Zunächst besuchte er die Knabenschule der jüdischen Gemeinde, dann das Königstädtische und später das Berlinische Gymnasium zum Grauen Kloster. 1901 erhielt er das Reifezeugnis und begann ein Studium der orientalischen Philologie an der Königlichen Friedrich-Wilhelms-Universität. Gleichzeitig trat Salomonski in die Lehranstalt für die Wissenschaft des Judentums ein, wo er am 20. Juli 1908 das Rabbinerexamen ablegte. Im Juli 1910 wurde er mit der Dissertation „Gemüsebau und -Gewächse in Palästina zur Zeit der Mischnah“ an der Universität Tübingen promoviert. Die Arbeit beschäftigte sich mit Gemüsearten, die in der Bibel und der rabbinischen Literatur Erwähnung finden.

### Rabbiner in Frankfurt (Oder)

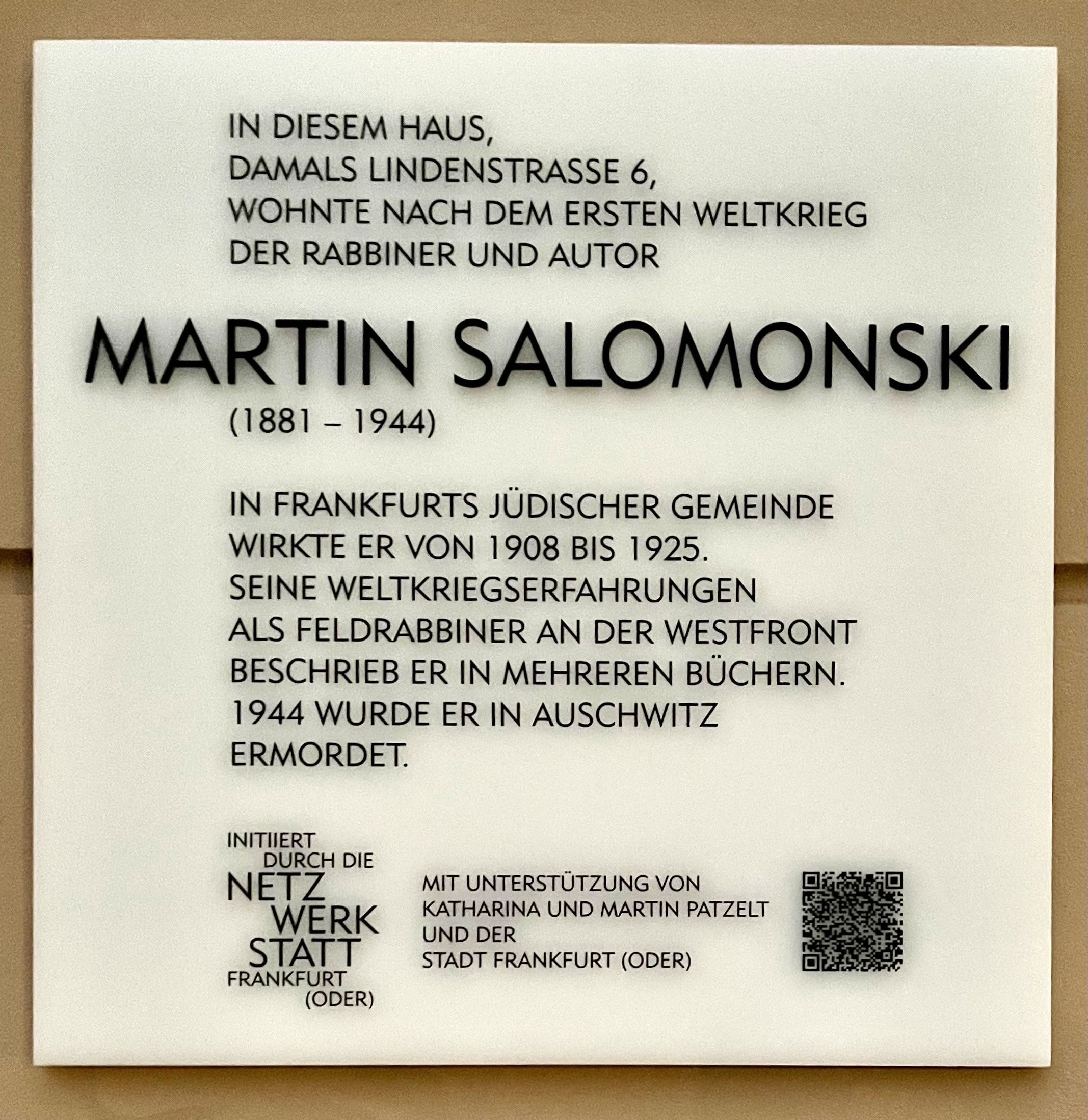
Gedenktafel am Frankfurter Wohnhaus in der Lindenstraße 18.

Amtliches Festplakat zu den jüd. Herbstfesten in Le Cateau von 1917

Ab 1910 bis 1924 war er in Frankfurt (Oder) Rabbiner der alteingesessenen Synagogen-Gemeinde. Er bezog zuerst am Wilhelmplatz 23 und später in der Lindenstraße 6 (heute 18) seine Wohnung. Seit dem 7. November 2024 erinnert eine von Martin Patzelt gestiftete Gedenktafel in der Lindenstraße 18 an die Wohnung von Salomonski. Salomonski wurde Vorstandsmitglied im Provinzialverband Brandenburgischer Synagogengemeinden und Mitglied im Mitteldeutschen Rabbinerverband, der Hardenberg-Loge und der reformorientierten Abraham-Geiger-Loge. Am 25. Juli 1915 war Rabbi Salomonski an der Einweihung der Kriegsgräberstätte Gronenfelde im Rahmen eines ökumenischen Gottesdienstes beteiligt.
Während des Ersten Weltkrieges diente Salomonski von 1916 bis 1918 freiwillig als Feldrabbiner in der 2. Armee, wofür er im März 1917 das Eiserne Kreuz erhielt. Über diese Zeit veröffentlichte er die Bücher Ein Jahr an der Somme (1917) und Jüdische Seelsorge an der Westfront (1918). Auch in seinem späteren Roman Zwei im andern Land (1933/34) schilderte er eine Kriegsszene aus seinem Stationierungsgebiet bei Le Cateau in Frankreich.
Im Jahr 1923 starb seine Frau Paula Baruch, die er 1910 geheiratet hatte, an einer Grippe-Infektion. Aus dieser Ehe sind die Töchter Eva (1911–1997), Hilde (1916–2005), Franziska (1919–1990) und Anni (1919–2011) hervorgegangen. Alle vier konnten dem Holocaust durch die Emigration in verschiedene Länder entgehen.

### Rabbiner in Berlin

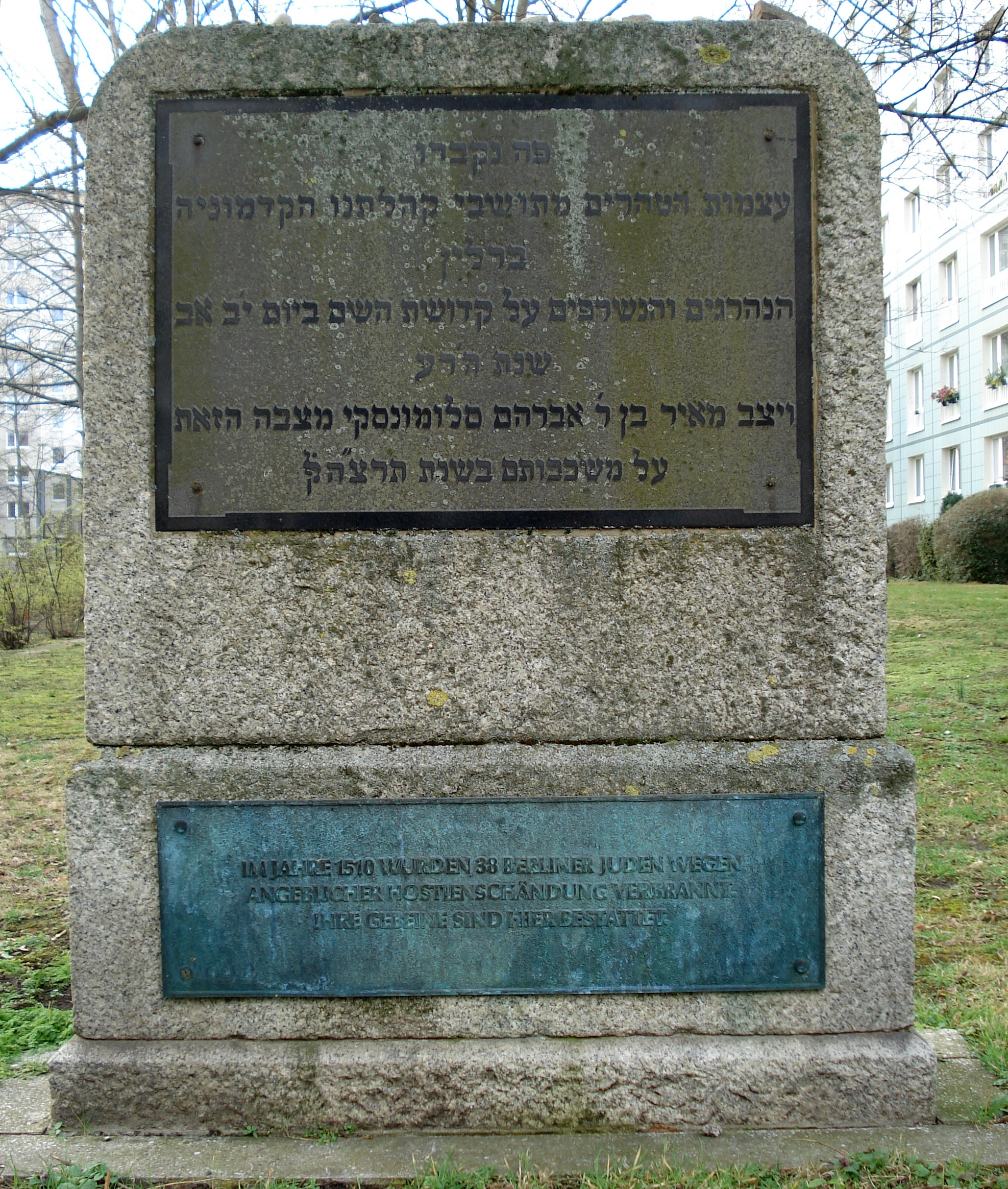
Gedenkstein für die Opfer der Berliner Judenverbrennung von 1510 in der Mollstr. 11

Salomonski, 1925 nach Berlin zurückgekehrt, amtierte dort als Rabbiner der 1923 gegründeten „Liberalen Synagoge“ beim Baruch Auerbachschen Waisenhaus, gegenüber dem Jüdischen Friedhof Schönhauser Allee. In den Jahren 1930–1934 und 1939–1940 war Salomonski zusätzlich als Rabbiner an der Neuen Synagoge Berlin in der Oranienburger Straße tätig. Daneben engagierte er sich sehr für die sozialen und kulturellen Belange der Berliner Jüdischen Gemeinde. So förderte er den Bau der Altersheime Lützowstraße und Lietzmannstraße, die in den 1930er Jahren zu den modernsten ihrer Art gehörten. Für die Synagoge des Altersheimes Lietzmannstraße stiftete er eine Gedenktafel für die Opfer der Judenverbrennung des Jahres 1510, als Stifter verewigte er sich auch namentlich:
| Hier ruhen die heiligen Gebeine der Mitglieder unserer ersten Gemeinde in Berlin. Sie wurden als Märtyrer ermordet und verbrannt am 12. Aw 5270. Diese Gedenktafel wurde von Meir, dem Sohn von Abraham Salomonski, im Jahr 1935 angebracht. |

Als Leiter des Aufbringungswerkes der Jüdischen Gemeinde versuchte er in der NS-Zeit durch die Einwerbung von Spenden und durch Sammlungen den Erhalt jüdischer Einrichtungen finanziell zu sichern. Er veröffentlichte neben Abhandlungen zu religiös-liturgischen Themen auch Gedichte und komponierte Orgelwerke für liberale Synagogen. Außerdem schrieb er einen autobiografisch angehauchten Großstadtroman und den Mondroman Zwei im andern Land. Darin führt er den Leser in das Jahr 1953 und die fiktive amerikanische Küstenstadt Maimi, eine Art „Metropolis“ mit palmengesäumten Strandpromenaden und Wolkenkratzern.

### Deportation und Tötung
Bis zu seiner Deportation wohnte Martin Salomonski in der Rankestraße 33. Am 19. Juni 1942 wurde er mit seinen zwei Kindern Adolf Fritz Salomonski (* 2. Januar 1928 in Berlin) und Ruth Mirjam Salomonski (* 24. Mai 1931 in Berlin) ab der Großen Hamburgerstraße 26 in das Ghetto Theresienstadt deportiert. Die Mutter von Adolf Fritz und Ruth Mirjam Salomonski war seine zweite Ehefrau Lotte Salomonski, geb. Norden. Zum Zeitpunkt der Deportation waren sie bereits geschieden.
Auch in Theresienstadt wirkte er noch als Prediger und Lehrer.
Sein Sohn Adolf Fritz Salomonski wurde am 28. September 1944 nach Auschwitz deportiert und im KZ Auschwitz-Birkenau ermordet. Am 16. Oktober 1944 wurde Martin Salomonski ebenfalls nach Auschwitz überstellt und dort umgebracht. Ruth Mirjam Salomonski starb am 4. April 1945 im Ghetto Theresienstadt.

## Gedenken

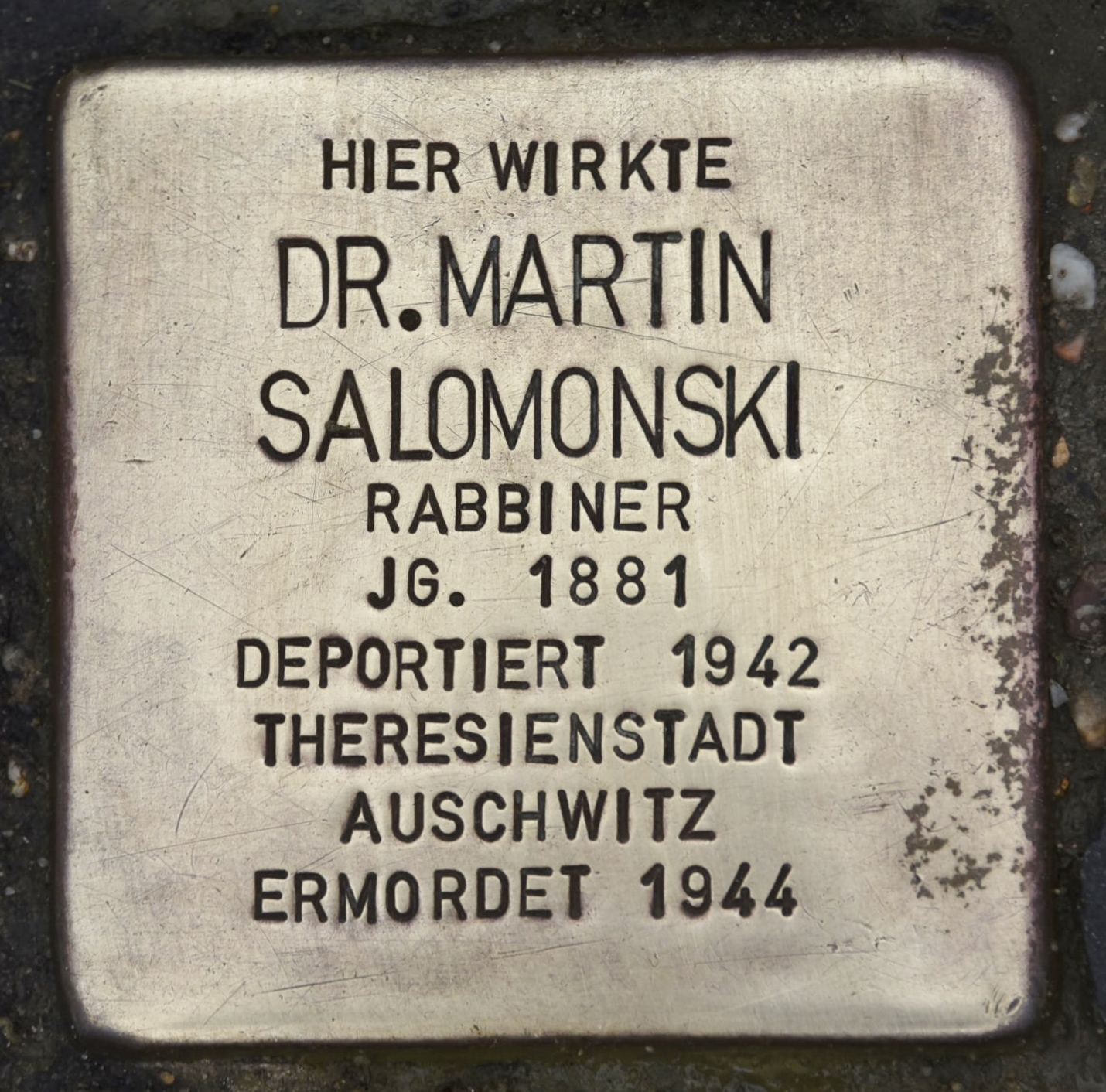
Stolperstein für Martin Salomonski

Die Jüdische Gemeinde in Frankfurt (Oder) ehrt ihren ehemaligen Rabbiner mit einer Dauerausstellung in einem gesonderten Gedenkzimmer in der Halben Stadt 30. Vor seiner früheren Wirkungsstätte in Frankfurt (Oder) wurde am 5. Juli 2010 ein Stolperstein für Martin Salomonski verlegt. Die Inschrift lautet:
| HIER WIRKTE DR. MARTIN SALOMONSKI RABBINER JG. 1881 DEPORTIERT 1942 THERESIENSTADT AUSCHWITZ ERMORDET 1944 |

## Werke (Auswahl)

Zwei im andern Land von 1934

### Schriften
- Gemüseanbau und -gewächse in Palästina zur Zeit der Mischnah. Inaugural-Dissertation zur Erlangung der Doktorwürde, vorgelegt von Martin Salomonski, Tübingen 1910, Berlin 1911. (Digitalisat)
- Ein Jahr an der Somme. Von Feldrabbiner Dr. Martin Salomonski. Trowitzsch, Frankfurt a. O. 1917. (Digitalisat)
- Jüdische Seelsorge an der Westfront. Überreicht vom Centralverein deutscher Staatsbürger jüdischen Glaubens. Verlag Louis Lamm, Berlin 1918. (Digitalisat)
- Zündet das Chanukkalicht, Broschüre des Aufbringungswerks d. Jüd. Gemeinde Berlin, Dezember 1934, 22 Seiten.
- Kalender der Berliner Juden, Aufbringungswerk d. Jüd. Gemeinde, Berlin 1935.
- Ein wiedergefundener Bibelvers. In: Jahrbuch für jüdische Geschichte und Literatur, Jg. 31 (1938), S. 37–45. (Digitalisat)
- Das Buch der Wegzehrung, 1940.

### Romane
- Die geborene Tugendreich. Großstadtroman. Brüder-Verlagsgesellschaft, Berlin 1928. (Digitalisat)
  - Die geborene Tugendreich. Großstadtroman. (Leseprobe) Neuausgabe mit Vorwort und zeitgenössischen Rezensionen, Berlin 2020, ISBN 978-3-7529-7863-6.
- Zwei im andern Land. Fortsetzungsroman in der Jüdisch-liberalen Zeitung vom 1. Juni (Nr. 5) bis 22. Dezember 1933 (Nr. 36). (Digitalisat)
  - Zwei im andern Land. Benjamin Harz Verlag, Berlin/Wien 1934.
  - Zwei im andern Land. Mit zeitgenössischen Rezensionen sowie einem Nachwort von Alexander Fromm. Vergangenheitsverlag, Berlin 2021, ISBN 978-3-86408-264-1.
    - Übersetzung: Israel on the Moon. A Berlin novel from the year 1933. (Leseprobe) Berlin 2022, ISBN 978-3-7549-4651-0.